# Bezvěrov (Teplá)
Bezvěrov (németül Weserau) Teplá településrésze Csehországban a Karlovy Vary-i kerület Chebi járásában. Központi községétől 5 km-re délnyugatra fekszik. A 2001-es népszámlálási adatok szerint 6 lakóháza és 3 lakosa van.

## Népesség
A település népessége az alábbiak szerint alakult:
| Lakosok száma | 289  | 288  | 296  | 237  | 218  | 36   | 27   | 4    | 3    | 3    |
|               | 1869 | 1890 | 1900 | 1921 | 1930 | 1961 | 1970 | 1991 | 2001 | 2021 |